# Дубна
Дубна́ (на руски: Дубна) е град, разположен в Московска област, Русия. Населението му към 1 януари 2018 е 75 144 души.

## География
Градът се намира на 125 км от столицата Москва, на границата с Тверска област. Разположен на река Волга, между реките Дубна, Сестра, Московския канал и язовир Иванково.

## Наука
В града се намира Обединеният институт за ядрени изследвания. Той е най-големият в Русия (и в бившия СССР) център за научни изследвания в областта на ядрената физика и физиката на елементарните частици, често в научните среди е наричан само „Дубна“.

## Побратимени градове
- Ла Крос, щат Уисконсин, САЩ
- Гиват Шмуел, Израел
- Алуща, Украйна
- Голдап, Полша
- Курчатов, Казахстан
- Линцан, Китай